# Pál Gábor
Pour les articles homonymes, voir Gabor.
Dans le nom hongrois Gábor Pál, le nom de famille précède le prénom, mais cet article utilise l’ordre habituel en français Pál Gábor, où le prénom précède le nom.
Pál Gábor est un scénariste et réalisateur hongrois, né le 2 novembre 1932 à Budapest et décédé le 21 octobre 1987  à Rome. Il a réalisé vingt films entre 1962 et 1987, dont huit longs métrages.

## Biographie
Après des études de lettres et une courte carrière dans l'enseignement, Pál Gábor est un des 11 candidats admis à suivre, à partir de 1956, les cours de l'École supérieure d'art dramatique et cinématographique de Budapest. Diplômé metteur en scène en 1961, il participe à la fondation du studio Béla Bálazs. Au cours du tournage du film Vies gâchées (Kettévalt mennyezet), en 1981, Pál Gábor fut en proie à une terrible défaillance cardiaque et subit une opération à cœur ouvert. S'il se rétablit sur le coup, il trouva néanmoins la mort en octobre 1987. Il laisse donc seulement huit longs métrages, parmi lesquels L'Éducation de Véra (Angi Vera) (1978) paraît être le plus accompli. Ses deux derniers films À bride abattue (1983) et La mariée était merveilleuse (1986) sont des coproductions, l'une réalisée avec les États-Unis et la deuxième avec l'Italie.

## Filmographie (longs métrages)
- 1968 : Territoire interdit (Tiltott terület)
- 1971 : Horizon (Horizont)
- 1972 : Voyage avec Jacques (Utazás Jakkabal)
- 1975 : Épidémie (A járvány)
- 1978 : L'Éducation de Véra (Angi Vera)
- 1981 : Vies gâchées (Kettévalt mennyezet)
- 1983 : À bride abattue (Hosszú vágta)
- 1986 : La mariée était merveilleuse (it) (A menyasszony gyönyörű volt)